# Ruth Miller (actriz)
Ruth Miller (19 de marzo de 1903-13 de junio de 1981) fue una actriz estadounidense, conocida por The Sheik (1921), The Affairs of Anatol (1921) y El rey de reyes (1927).

### Filmografía
- The Sheik (1921)
- The Affairs of Anatol (1921)
- The Volga Boatman (1926)
- El rey de reyes (1927)